# Louis de Bourbon Busset
Pour les autres membres de la famille, voir Maison de Bourbon Busset.
Louis de Bourbon, comte Busset, né François-Louis-Joseph-Marie de Bourbon Busset le 14 avril 1875 à Moulins et mort le 23 juillet 1954  au château de Busset, est un officier de carrière et tireur sportif français.

## Biographie
Ayant choisi la carrière militaire, il entre à l'École militaire de Saint-Cyr. Commandant de chasseurs, il est chef du deuxième bureau du général Debeney.
En novembre 1918, il est chargé par le maréchal Foch d'aller chercher à La Capelle sur la ligne de front les plénipotentiaires allemands venus demander l'armistice et de les amener à Rethondes.
Il participe aux Jeux olympiques d'été de 1924 à Paris et y obtient la 11e place.
Il est maire de Ballancourt-sur-Essonne de 1919 à 1944.

### Famille
Descendant des barons de Busset (branche aînée non dynaste des capétiens, issue des ducs de Bourbon), fils de Robert de Bourbon Busset, officier aux zouaves pontificaux, et de Jeanne de Nédonchel, et arrière-petit-fils du général François de Bourbon, il épouse en 1911 Guillemette de Colbert-Chabanais, fille du général de général de Colbert-Chabanais, dont il a quatre fils : 
- Jacques de Bourbon, comte de Busset (1912-2001), diplomate et écrivain, membre de l'Académie française. Il fut maire de Ballancourt-sur-Essonne de 1956 à 1965.
- Charles de Bourbon (1913-1942)
- Robert de Bourbon (1915-1940)
- François de Bourbon (1917-2003)[1], auditeur à la Cour des comptes, qui épouse Brenda Balfour, résistante et présidente de l’association Gallia Nostra, fille de Sir Alec Edward Balfour et de Marie-Amélie d'Harcourt, et petite-nièce d'Arthur Balfour, d'où une fille :
  - Anne Laure de Bourbon, mariée à son cousin germain, Robert de Bourbon (fils de Jacques), d'où deux filles.

### Décorations militaires
- Officier de la Légion d'honneur (1932)[2]
- Croix de guerre 1914-1918 (France)
- Croix du combattant
- Médaille interalliée 1914-1918
- Médaille commémorative de la guerre 1914-1918